# Grand-Détour
Pour les articles homonymes, voir Détour.
Grand-Détour est un hameau du secteur Saint-Jérôme-de-Matane de la ville de Matane en Matanie, au Bas-Saint-Laurent, sur la péninsule gaspésienne dans l'est du Québec.
Le Grand-Détour doit son nom à sa situation géographique le long de la rivière Matane[réf. souhaitée]. Il s'agit d'une petite bourgade de part et d'autre de la rivière reliée par un pont. C'est l'emplacement de ce pont qui donna son nom à ce secteur de la ville.

### Source en ligne
- Commission de toponymie du Québec